# 博德利圖書館
博德利图书馆（英語：Bodleian Library，/ˈbɒdliən/，/bɒdˈliːən/）是英国牛津大学主要的图书馆。根据馆藏书籍数量统计，也是英国第二大的图书馆，仅次于大英图书馆。同时还是英国与爱尔兰出版印刷物的法定送存处之一。当其名写作复数时（博德利图书馆群）不单指博德利图书馆建筑本身，还代表坐落于牛津大学中心及周边的一系列图书馆组成的藏书体系；这个体系的前身是牛津大学文库服务（Oxford University Library Services, OULS）。

## 读者誓词

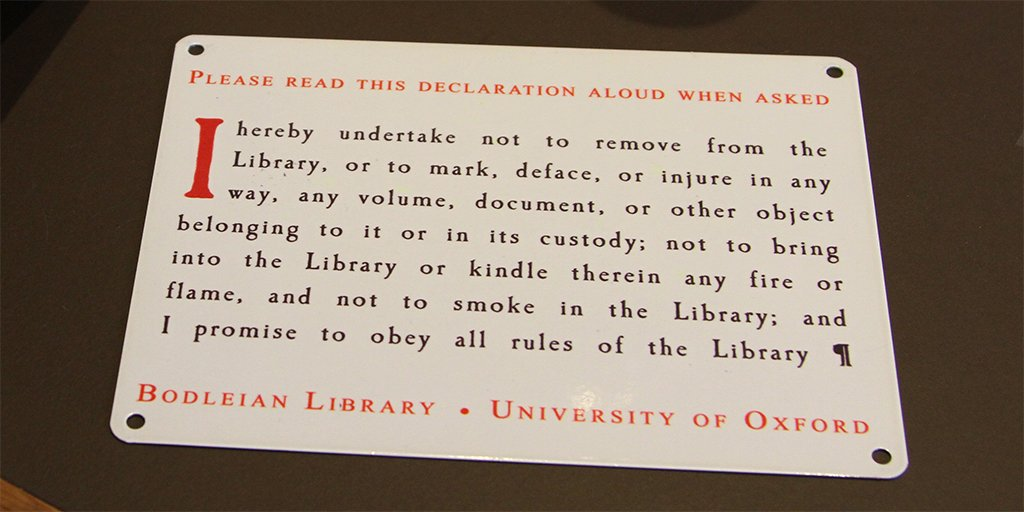
印在一张铁板上的博德利图书馆读者誓言

根据博德利图书馆的条例，所有新读者在第一次进入图书馆之前都需要做一次类似于读者守则的声明。传统形式上。这份声明需要由读者在场口头宣誓，因此被称为博德利誓词，不过现今大部分牛津学生都在领取学生卡（暨博德利读者卡）时签署了等同效力的合约，只有少数学生仍选择出席图书馆不定期举办的宣誓仪式并口述誓词。尽管如此，校外人士在申请成为读者后仍需要在图书馆管理员面前口头宣誓才会获发读者卡。
最早的誓词使用的是传统拉丁文，不过今日最广泛使用的是英文版本的誓词。由于图书馆收藏来自世界各地不同语言的书籍，图书馆也提供包括中古语言在内的超过百种其他语言版本的誓词供其他语言使用者以母语宣誓：

### 拉丁语[9]
|  | Do fidem me nullum librum vel instrumentum aliamve quam rem ad bibliothecam pertinentem, vel ibi custodiae causa depositam, aut e bibliotheca sublaturum esse, aut foedaturum deformaturum aliove quo modo laesurum; item neque ignem nec flammam in bibliothecam inlaturum vel in ea accensurum, neque fumo nicotiano aliove quovis ibi usurum; item promitto me omnes leges ad bibliothecam Bodleianam attinentes semper observaturum esse. |

### 英语[10]
|  | I hereby undertake not to remove from the Library, nor to mark, deface, or injure in any way, any volume, document or other object belonging to it or in its custody; not to bring into the Library, or kindle therein, any fire or flame, and not to smoke in the Library; and I promise to obey all rules of the Library. |

### 现代汉语[11]
|  | 我特此保证不携带图书馆所有或保存的任何书籍、文件及其他财产出馆。不任意涂写，不以任何形式损坏；不在馆内吸烟，点火。我保证遵守本馆的一切规则。 |

### 文言文[11]
|  | 鄙人敬謹宣誓 凡樓所藏護 無論卷宗文牘 亦或器具名物 余必不易於館外 不做夷傷痕跡 不為種種枉害之行 不以燃素火種與入舘中 至於祝融爲虐之業 尤不施之。 余願盡己之能力恪守書社萬目規制禮節。 |

## 历史
建立于1602年，也是欧洲最古老的图书馆之一。據錢鍾書的妻子杨绛的回憶，錢鍾書將此館稱為「飽蠹樓」。牛津的學者常稱它為“Bodley”或“the Bod”。
其规模在英国仅次于大英图书馆，也是英国五家接受法定送存的图书馆之一。而愛爾蘭共和國法律規定其所有出版圖書都要寄送副本至博德利圖書館。

## 画廊

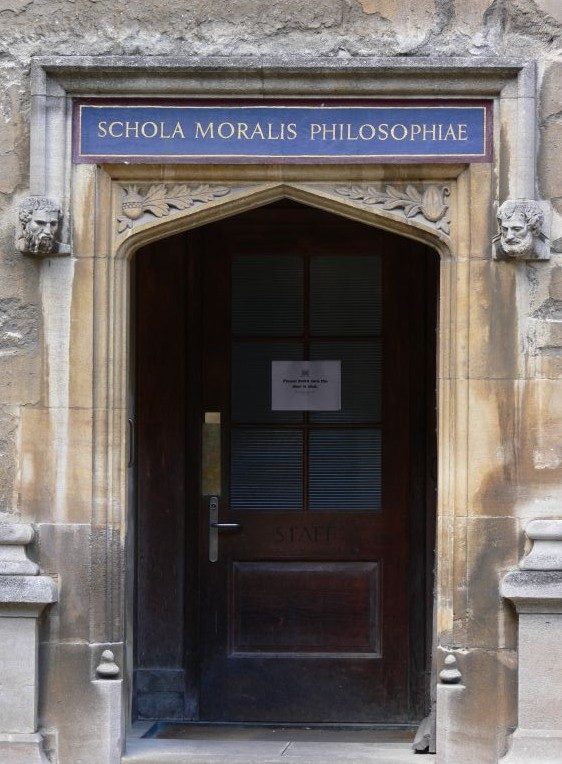
通往道德哲学学院的大门
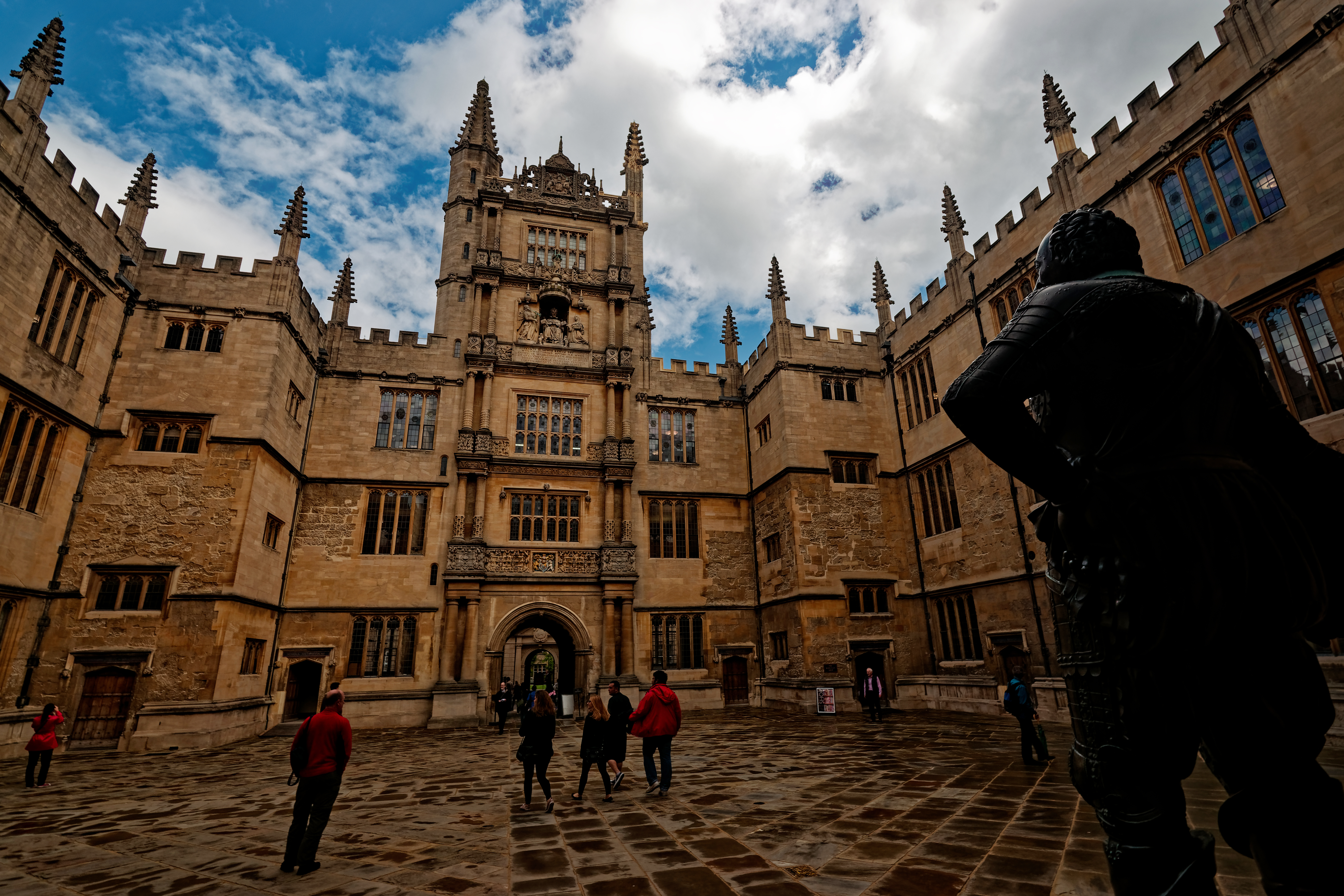
牛津大学舊院
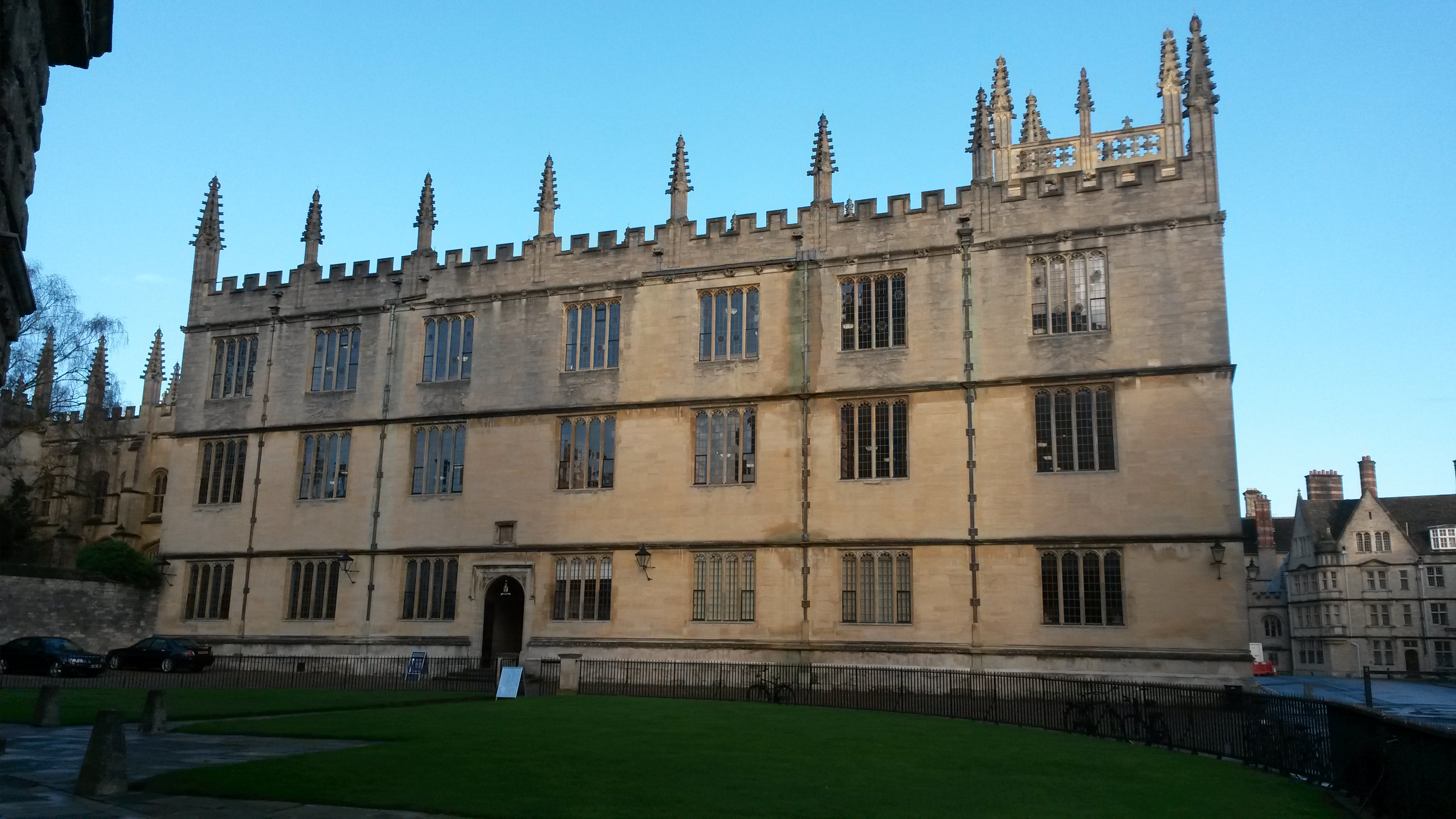
拉德克利夫广场看博德利图书馆
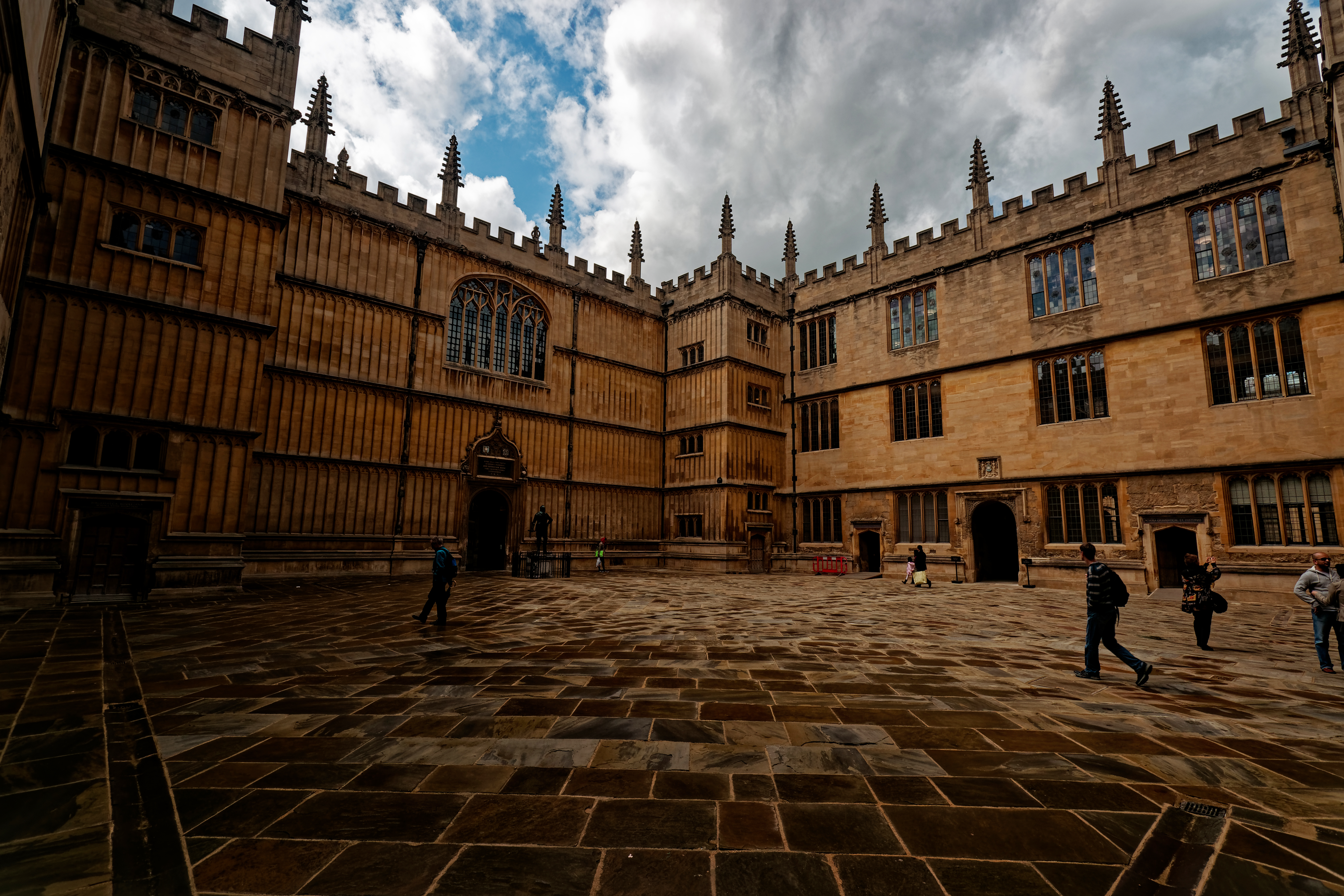
博德利图书馆从南入口庭院，向北入口看去
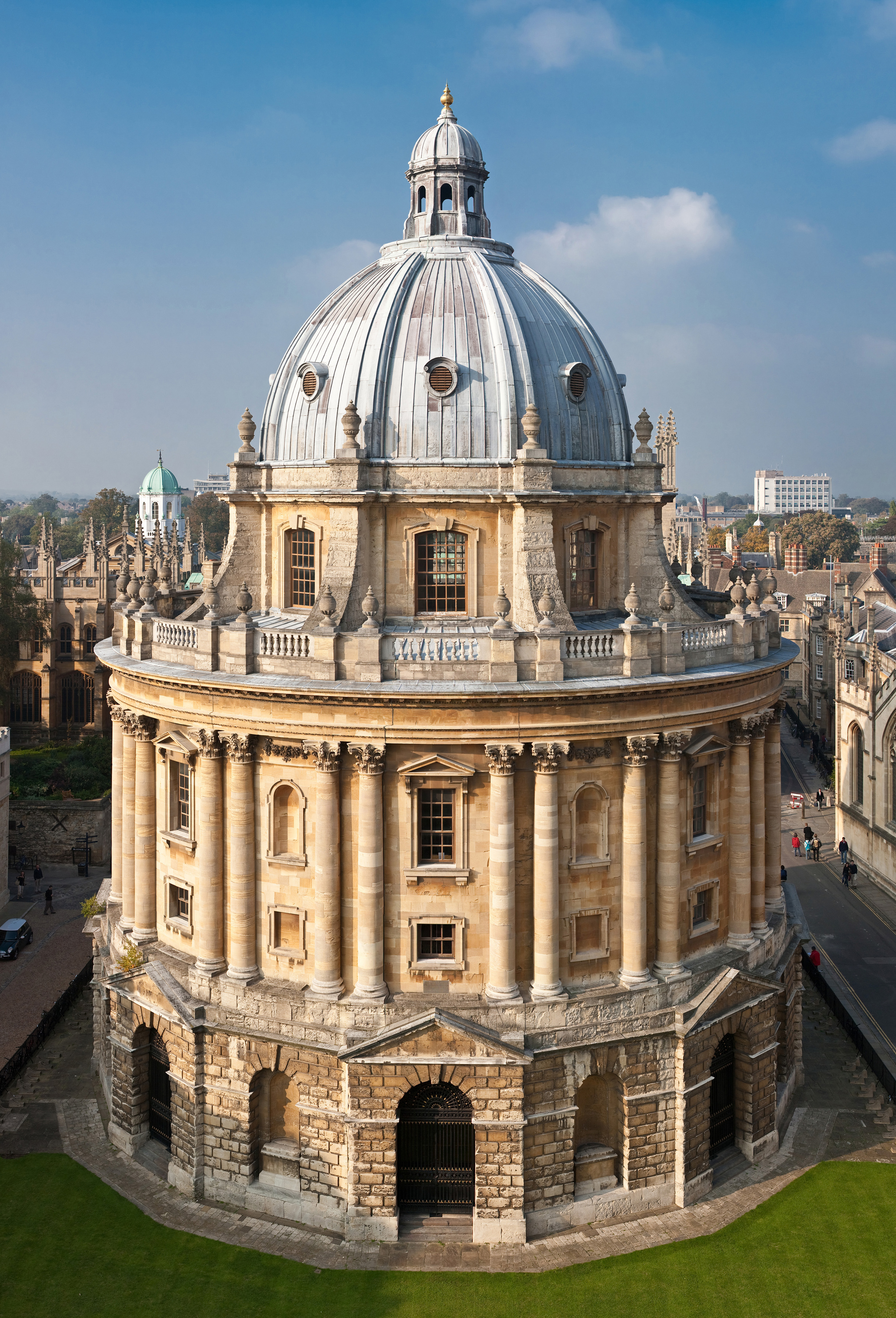
拉德克里夫圖書館，Camera在拉丁语里是房间的意思
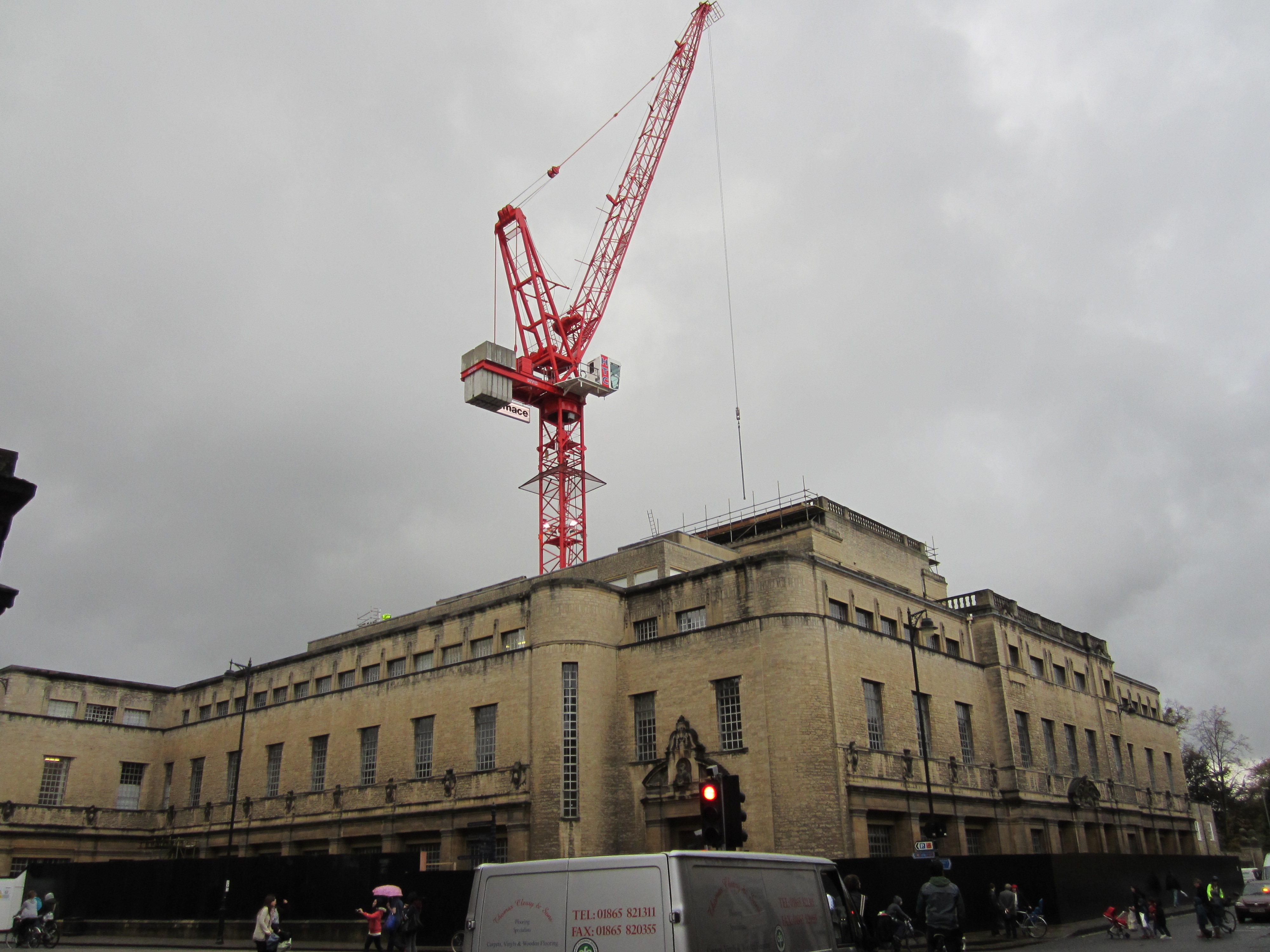
新博德利图书馆，而在2011年11月的一个主要整修期间关闭
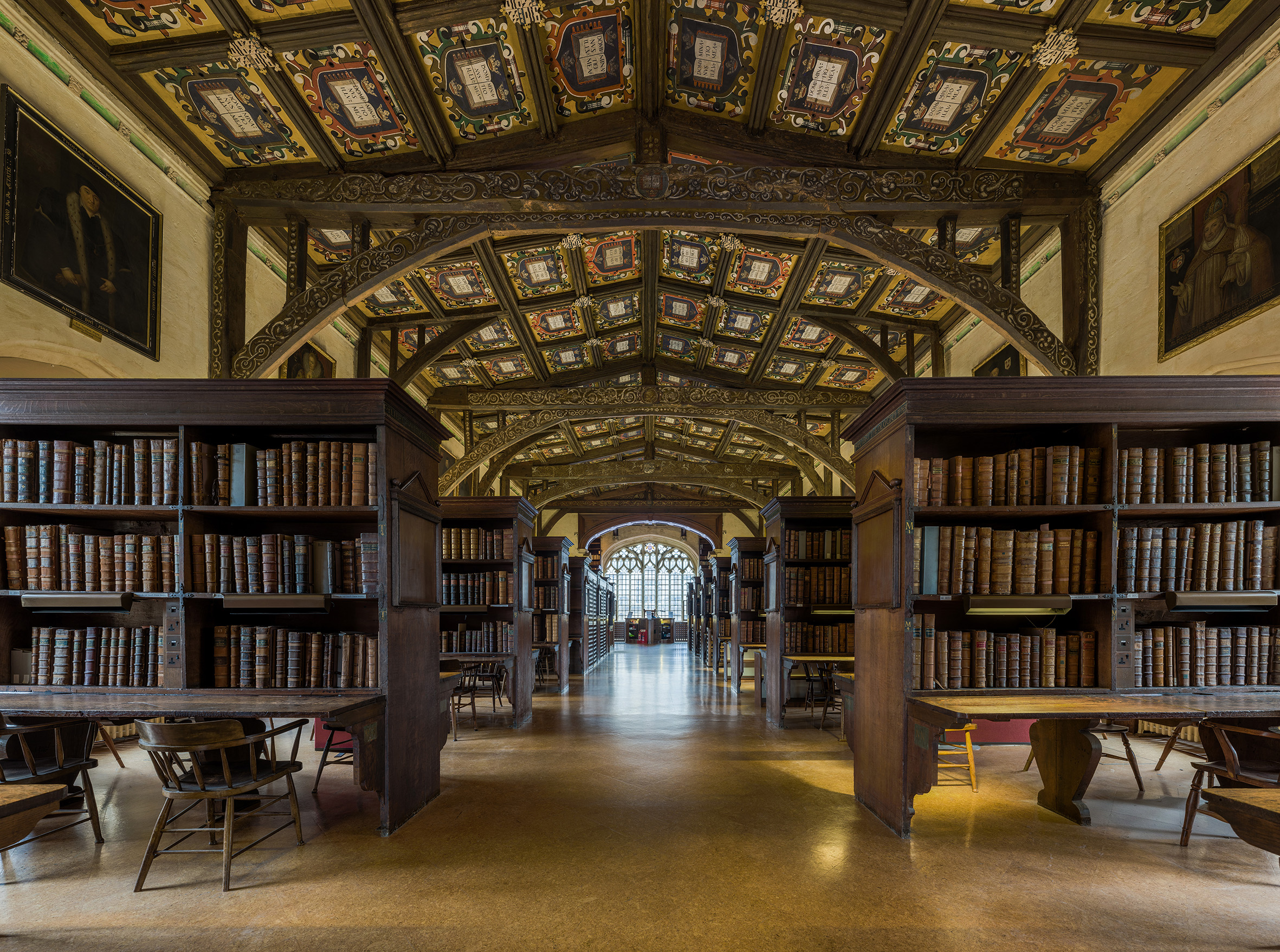
博德利圖書館內部
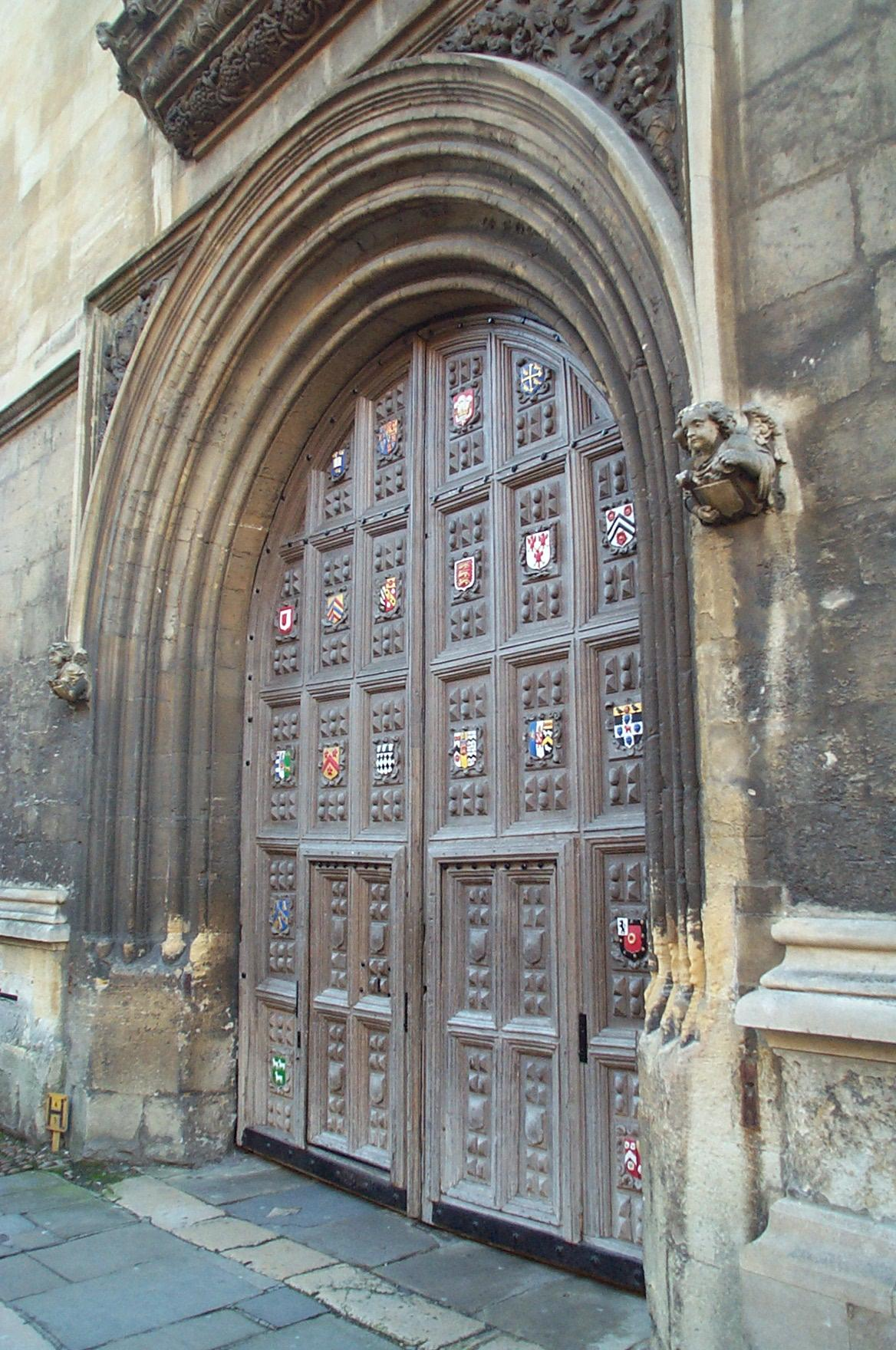
圖書館正門，其上是牛津大學數個學院的院徽